# Acanto de Esparta
Acanto de Esparta o Acanto el lacedemonio  (en griego antiguo: Ἄκανθος) fue un atleta que obtuvo dos victorias en las carrera pedestre: en el diaulo (griego antiguo δίαυλος) y en el dólico (δόλιχος), en los Juegos Olímpicos de Olimpia en 720 a. C. Fue también según las fuentes antiguas, el primer atleta que corrió desnudo en estos juegos. Otros autores adscriben este hecho a Orsipo el «Megarense». Tucídides informa de que los lacedemonios fueron los primeros que contendieron desnudos en los juegos gimnásticos, aunque no menciona por su nombre a Acanto.